# Americká sociologie
Pro americkou sociologii byla klíčová poslední dvě desetiletí 19. století, kdy se v 80. letech začala sociologie začleňovat do osnov a v následujícím desetiletí byly založeny první sociologické katedry. Nejdůležitější otázkou pro ni bylo kam společnost směřuje nebo kam by směřovat měla. Typickým cílem americké sociologie bylo reagovat na změny v americké společnosti a regulovat je.

## Počátky americké sociologie
Americká sociologie využívala vědeckých metod při řešení praktických problémů, a proto se americká sociologie od počátku vyznačovala angažovaností v projektech týkajících se sociální reformy a současně vnímala společnost organicky. Tento trend více zesílil během 19. století, kdy se začala americká společnost proměňovat. Cílem pro ní bylo, aby se dostala do všech oblastí lidského života a zaměřit se na praktické problémy a souběžně se formovala ve snaze uvědomit každého, v Americe i v Evropě. V Evropě byly základní pokusy o obnovení společenského řádu po revolučních rozvratech, ale sociální vědy se v Americe rozrostly v kontextu občanské války, ekonomického rozmachu a migrace, což zvedalo sociologický zájem. Při jejím vzniku byl podstatný sociální darwinismus a laissez-faire individualismus. Původní myslitelé se ve svých začátcích odvolávali k vědeckému konceptu, jehož vůdčími osobnostmi byli v Evropě Herbert Spencer a Auguste Comte, protože jim přišel vhodný vědecký a scientistický pohled na svět. Často zmiňovali Comteho hierarchii věd a současně zakladatelé americké sociologie přijali Specerovu definici společnosti i sociologie, která dělala ze společnosti předmět zájmu. V 80. letech 20. století se začaly sociální vědy oddělovat od vědeckého celku. Americká sociologie se v té době musela vypořádat s mnoha otázkami, jednou z nich bylo, aby si obhájila samostatnou existenci a představit vlastní odlišné vize. Díky vlastní vizi se oddělila i americká sociologie.

## Hlavní představitelé
Lester Frank Ward (18. června 1841–18. dubna 1913) byl americký sociolog, známý svými významnými příspěvky k rozvoji sociologie ve Spojených státech. Narodil se do nemajetné rodiny, navzdory svému původu však dosáhl hluboké vzdělanosti, jež zahrnovala filozofii, matematiku, společenské a přírodní vědy. Ovládal také pět jazyků. Po zranění během občanské války byl podporován vládní iniciativou poskytující vysokoškolské vzdělání válečným veteránům. Později v roce 1905 získal post profesora sociologie na prestižní Brown University.
Ward se proslavil svým dílem „Dynamic Sociology“ (1883), kde představil komplexní koncept sociologického výzkumu a klíčové pojmy, jako jsou agregace, sociální síly a kontrola. Dílo představovalo klíčový přelom v americké sociologii, která tak přestává být závislá na evropském vzoru podle Auguste Comta a Herberta Spencera.
Dalšími významnými publikacemi jsou „Outlines of Sociology“ (1898), „Pure Sociology“ (1903) a „Applied Sociology“ (1906).
Další klíčovou postavou rané americké sociologie byl Albion Woodbury Small. V roce 1892 se stal prvním profesorem sociologie v USA. Podílel se na založení katedry sociologie na Chicagské univerzitě a spolupracoval na první světové sociologické učebnici, „An Introduction to the Study of Society“ (1894).
Na přelomu 19. a 20. století hráli Ward a Small klíčovou roli ve formování zúčastněného výzkumu v sociologii. Společně založili v roce 1905 „American Sociological Society“ (nyní American Sociological Association). Jejich víra v institucionální a intelektuální potenciál sociologie spolu s empirickým charakterem výzkumu posílila pevné zakotvení sociologie na amerických univerzitách a vytvořila základy pro další rozvoj této disciplíny.

## Formování americké sociologie v letech 1918-1935
V letech 1918–1935 můžeme zaznamenat vlastní formování americké sociologie. V tomto období byly největšími středisky sociologického poznávání Chicago, Harvardova univerzita a Columbia University. Sociologie se v těchto letech velmi rozrostla o posluchače, absolventy, vyučující a výzkumné pracovníky. Můžeme zde zaznamenat i spolupráce s jinými oblastmi společenských věd. 1. světová válka měla za následek nedůvěru k současným ideám společenského pokroku a k abstraktním “zákonům”, začal se více prosazovat důraz na fakta. V této éře se také objevují snahy o zvědečtění sociologie, vypracovávání a rozvíjení výzkumných metod. Hlavní role se postupem času přesouvala na mladší generaci, do oblasti Středozápadu a chicagskou školu.
Ve 20. letech 20. století se uskutečnila řada sociologických experimentů, mezi ty nejznámější patří “hawthornský experiment”. K nejvíce rozšířeným směrům v období před 2. světovou válkou náležel neopozitivismus, který byl propagován Paulem F. Lazarsfeldem.
Dále se můžeme podívat na období po Velké hospodářské krizi a zavedení programu New Deal. Někteří sociologové chtěli opustit akademickou sféru a zapojit se do aktivního řešení problému skrze politiku. Ekonomická krize vznesla zájem o nové oblasti sociologie jako například: sociologie státu, sociologie práva a vztahy s ekonomií. Sociologové navrhli různá řešení na sociální problémy. Jedním z nich bylo větší zaměření na oblast ekonomie, říkali, že by to neměla být pouze doména ekonomů, ale měla by být více zkoumána i z pohledu sociologů. Dále zdůrazňovali nutnost spolupráce s ostatními společenskými vědami (právo, ekonomie,..), společně by byli schopni pochopit sociální a ekonomické problémy Velké hospodářské krize.